# Extensible 3D
X3D – Extensible 3D je XML formát na ukládání 3D scén – geometrie a chování 3D objektů.
Koncepcí vychází z VRML97, důležitou změnou oproti VRML je možnost přejít z VRML syntaxe na XML syntaxi, avšak norma připouští obojí. Též definuje binární kódování X3D dat.
- MIME typ: model/x3d+xml
- Přípona: .x3d

## Standardizace
Abstraktní specifikace X3D (ISO/IEC 19775) byla poprvé schválena ISO v roce 2004.